# Abbassalingua
L'abbassalingua è uno strumento utilizzato nell'esame obiettivo otorinolaringoiatrico.

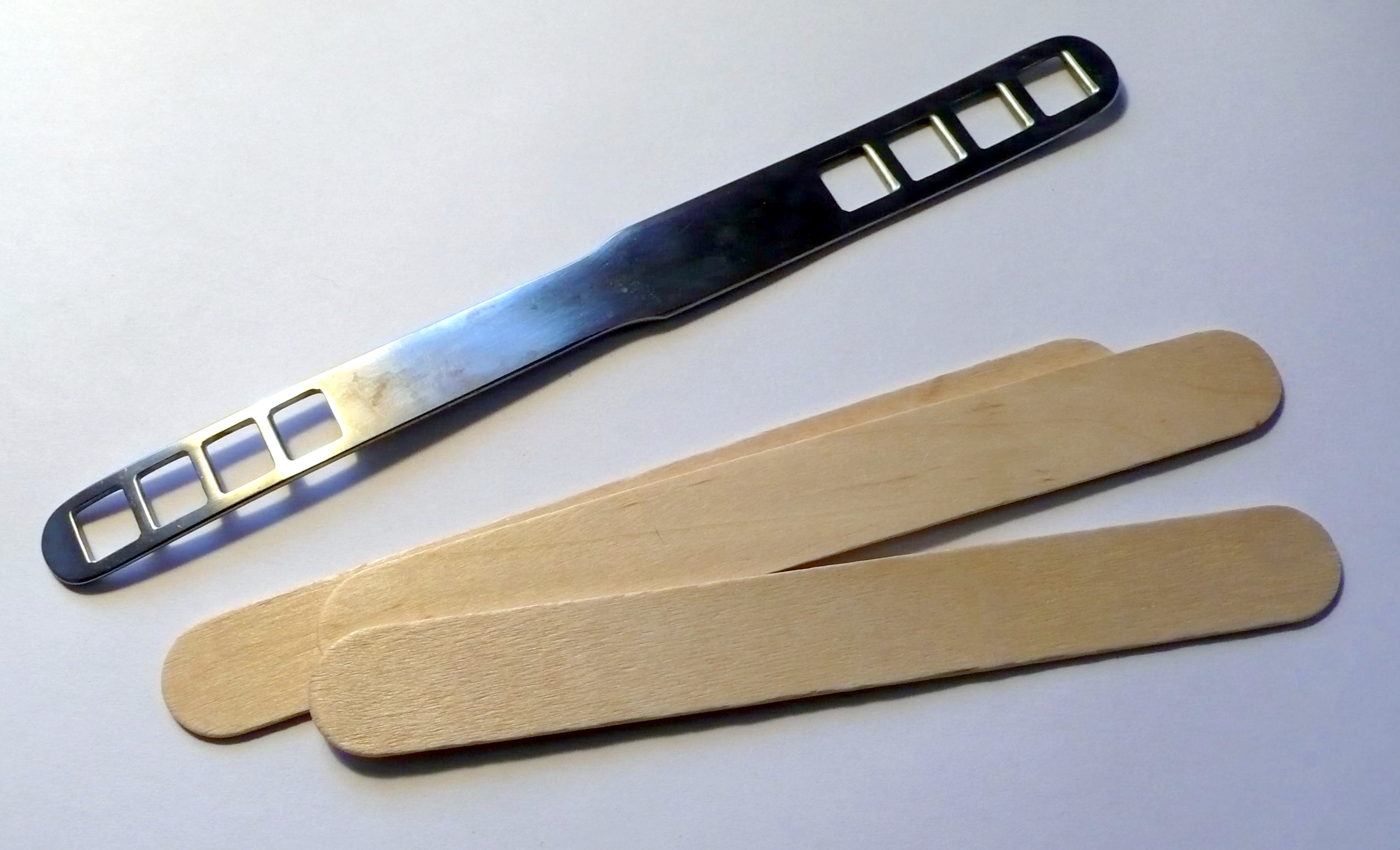
Abbassalingua

## Utilizzo
Permette l'appiattimento meccanico della lingua contro il pavimento orale in modo da migliorare la visione della faringe, della laringe e del cavo orale. È importante che venga appoggiato lontano dalla base della lingua per evitare conseguenze indesiderate, come tosse e vomito.
La richiesta della enunciazione della lettera "A" si giustifica per ottenere una vibrazione dell'ugola e una maggiore apertura della bocca.

## Forme
Ne esistono di varie forme e materiali, tra i quali i più diffusi sono il legno e l'acciaio. Le forme tipiche sono piatte e allungate con la parte estrema arrotondata.